# Osmoy (Yvelines)
Osmoy – miejscowość i gmina we Francji, w regionie Île-de-France, w departamencie Yvelines.
Według danych na rok 1990 gminę zamieszkiwało 238 osób, a gęstość zaludnienia wynosiła 92 osób/km² (wśród 1287 gmin regionu Île-de-France Osmoy plasuje się na 965. miejscu pod względem liczby ludności, natomiast pod względem powierzchni na miejscu 839.).